# 2016年リオデジャネイロオリンピックのロシア選手団
2016年リオデジャネイロオリンピックのロシア選手団（2016ねんリオデジャネイロオリンピックのロシアせんしゅだん）は、2016年8月5日から8月21日にかけてブラジルのリオデジャネイロで開催された2016年リオデジャネイロオリンピックのロシア選手団、およびその競技結果。

## 概要
今大会は金メダル19個、銀メダル17個、銅メダル20個の合計56個のメダルを獲得した。
シンクロナイズドスイミングの女子チーム種目では、ロシア勢が5大会連続の金メダルを獲得した。

## メダル
| メダル | 選手名 | 競技                       | 種目                      |
| ------ | --- | -------------------------- | ------------------------- |
| 金     | ナタリア・イーシェンコ スヴェトラーナ・ロマシナ | シンクロナイズドスイミング | 女子デュエット            |
| 金     | ヴラダ・チギレワ ナタリア・イーシェンコ スヴェトラーナ・コレスニチェンコ アレクサンドラ・パツケーヴィチ スヴェトラーナ・ロマシナ アラ・シシキナ マリア・シュロチキナ ゲレナ・トピリナ エレナ・プロコフィエワ | シンクロナイズドスイミング | 女子チーム                |
| 金     | エカテリーナ・マカロワ エレーナ・ベスニナ | テニス                     | 女子ダブルス              |
| 金     | エヴゲニ・チシェンコ | ボクシング                 | 男子ヘビー級              |
| 金     | アリーヤ・ムスタフィナ | 体操                       | 女子段違い平行棒          |
| 金     | ベラ・ビリュコワ アナスタシア・ブリズニュク アナスタシア・マクシモワ アナスタシア・タタレワ マリア・トルカチョワ | 新体操                     | 女子団体                  |
| 金     | マルガリータ・マムン | 新体操                     | 女子個人総合              |
| 金     | ソスラン・ラモノフ | レスリング                 | 男子フリースタイル65kg級  |
| 金     | アブドゥルラシド・サドゥラエフ | レスリング                 | 男子フリースタイル86kg級  |
| 金     | ロマン・ブラソフ | レスリング                 | 男子グレコローマン75kg級  |
| 金     | ダビット・チャクベターゼ | レスリング                 | 男子グレコローマン85kg級  |
| 金     | アンナ・セドイキナ ポリーナ・クズネツォワ ダリア・ドミトリエワ アンナ・セン オルガ・アコピアン アンナ・ビャヒレヴァ マリナ・スダコバ ヴラドレーナ・ボブロヴニコヴァ ヴィクトリア・ジリンスカイテ エカテリーナ・マレニコワ イリーナ・ブリズノワ エカテリーナ・イリナ マーヤ・ペトロワ タチアナ・エローヒナ ヴィクトリア・カリニナ | ハンドボール               | 女子                      |
| 金     | ティムル・サフィン アルトゥル・アハマトフジン アレクセイ・チェレミシノフ | フェンシング               | 男子フルーレ団体          |
| 金     | インナ・デリグラゾワ | フェンシング               | 女子フルーレ個人          |
| 金     | ヤナ・エゴリアン | フェンシング               | 女子サーブル個人          |
| 金     | ソフィヤ・ヴェリカヤ ヤナ・エゴリアン イェカチェリナ・ジヤチェンコ ユリヤ・ガヴリロワ | フェンシング               | 女子サーブル団体          |
| 金     | ベスラン・ムドラノフ | 柔道                       | 男子60kg級                |
| 金     | ハサン・ハルムルザエフ | 柔道                       | 男子81kg級                |
| 金     | アレクサンドル・レサン | 近代五種                   | 男子                      |
| 銀     | ユリア・エフィモワ | 競泳                       | 女子100m平泳ぎ            |
| 銀     | ユリア・エフィモワ | 競泳                       | 女子200m平泳ぎ            |
| 銀     | デニス・アブリャジン ダヴィド・ベルヤフスキー イヴァン・ストレトヴィッチ ニコライ・ククセンコフ ニキータ・ナゴルニ | 体操                       | 男子団体総合              |
| 銀     | デニス・アブリャジン | 体操                       | 男子跳馬                  |
| 銀     | アンジェリーナ・メルニコア アリーヤ・ムスタフィナ マリア・パセカ ダリア・スピリドノワ セダ・トゥトハラン | 体操                       | 女子団体総合              |
| 銀     | マリア・パセカ | 体操                       | 女子跳馬                  |
| 銀     | ヤナ・クドリャフツェワ | 新体操                     | 女子個人総合              |
| 銀     | アニワル・ゲドゥエフ | レスリング                 | 男子フリースタイル 74kg級 |
| 銀     | ワレリア・コブロワ | レスリング                 | 女子フリースタイル58kg級  |
| 銀     | ナタリア・ボロベワ | レスリング                 | 女子フリースタイル69kg級  |
| 銀     | オルガ・ザベリンスカヤ | 自転車                     | 女子個人タイムトライアル  |
| 銀     | ダリア・シュメレヴァ アナスタシア・ヴォイノヴァ | 自転車                     | 女子チームスプリント      |
| 銀     | ソフィヤ・ヴェリカヤ | フェンシング               | 女子サーブル個人          |
| 銀     | セルゲイ・カメンスキー | 射撃                       | 男子50mライフル3姿勢      |
| 銀     | ビタリナ・バツァラシュキナ | 射撃                       | 女子10mエアピストル       |
| 銀     | トゥヤナ・ダシドルジエヴァ キセニア・ペロヴァ インナ・ステパノワ | アーチェリー               | 女子団体                  |
| 銀     | アレクセイ・デニセンコ | テコンドー                 | 男子68kg級                |
| 銅     | エウゲニー・リロフ | 競泳                       | 男子200m背泳ぎ            |
| 銅     | アントン・チュプコフ | 競泳                       | 男子200m平泳ぎ            |
| 銅     | アンナ・ウチュキナ マリア・ボリソワ エカテリーナ・プロコフィエヴァ エルヴィーナ・カリモヴァ ナデジダ・フェドトヴァ オルガ・ベロ エカテリーナ・リスノーヴァ アナスタシア・シマノヴィッチ アンナ・ティモフェーエワ エフゲーニヤ・ソボレワ イブゲニア・イバノワ アンナ・グリネヴァ アンナ・カルナウフ                               | 水球                       | 女子                      |
| 銅     | ヴラジーミル・ニキーチン | ボクシング                 | 男子バンタム級            |
| 銅     | ヴィタリー・ドゥナイツェフ | ボクシング                 | 男子ライトウェルター級    |
| 銅     | アナスタシア・ベリャコヴァ | ボクシング                 | 女子ライト級              |
| 銅     | デニス・アブリャジン | 体操                       | 男子つり輪                |
| 銅     | ダビド・ベルヤフスキー | 体操                       | 男子平行棒                |
| 銅     | アリーヤ・ムスタフィナ | 体操                       | 女子個人総合              |
| 銅     | セルゲイ・セミョノフ | レスリング                 | 男子グレコローマン130kg級 |
| 銅     | エカテリーナ・ブキナ | レスリング                 | 女子フリースタイル75kg級  |
| 銅     | ステファニヤ・エルフチナ | セーリング                 | 女子RS-X級                |
| 銅     | デニス・ドミトリエフ | 自転車                     | 男子スプリント            |
| 銅     | ティムル・サフィン | フェンシング               | 男子フルーレ個人          |
| 銅     | オルガ・コチネワ ヴィオレッタ・コロボワ タチヤナ・ログノワ リュボフ・シュトワ | フェンシング               | 女子エペ団体              |
| 銅     | ナタリア・クジュティナ | 柔道                       | 女子52kg級                |
| 銅     | ウラジミール・マスレニコフ | 射撃                       | 男子10mエアライフル       |
| 銅     | キリル・グリゴリャン | 射撃                       | 男子50mライフル伏射       |
| 銅     | イリア・シュトカロフ | カヌー                     | 男子C-1 1000m             |
| 銅     | ロマン・アノシキン | カヌー                     | 男子K-1 1000m             |